# پیش از آن که بخوابم (رمان)
پیش از آن که بخوابم (انگلیسی: Before I Go to Sleep) یک رمان از اس.جی. واتسون است که در بهار ۲۰۱۱ منتشر شد و در لیست پرفروش‌ترین کتاب‌های سال قرار گرفت و به بیش از ۴۰ زبان، ترجمه شده است. همین‌طور در فرانسه، کانادا، بلغارستان و هلند نیز، پرفروش بوده است. از روی این رمان، اقتباسی سینمایی به کارگردانی روان جافه ساخته شده است.